# Нову-Мунду (Мату-Гросу)
Нову-Мунду (порт. Novo Mundo) — муниципалитет в Бразилии, входит в штат Мату-Гросу. Составная часть мезорегиона Север штата Мату-Гроссу. Входит в экономико-статистический микрорегион Колидер. Население составляет 6725 человек на 2007 год. Занимает площадь 5801,766 км². Плотность населения — 1,1 чел./км².

## История
Город основан в 1981 году.

## Статистика
- Валовой внутренний продукт на 2003 год составляет 43 725 272,00 реалов (данные: Бразильский институт географии и статистики).
- Валовой внутренний продукт на душу населения на 2003 год составляет 7519,39 реалов (данные: Бразильский институт географии и статистики).
- Индекс развития человеческого потенциала на 2000 год составляет 0,732 (данные: Программа развития ООН).

## География
Климат местности: тропический.